# Little Girl (You're My Miss America)
«Little Girl (You're My Miss America)» es una canción escrita por Vincent Catalano y Herb Alpert. Primero fue grabada por Dante & His Friends; The Beach Boys hicieron una grabación de la misma para su álbum debut Surfin' Safari de 1962. The song is known by various names, including "Miss America" and "Little Miss America".

## Composición
"Little Girl" es una canción simple sobre el enamoramiento de un adolescente con una niña. A diferencia de los otros Beach Boys cubre de esta época, Brian Wilson cambió la forma de la canción un poco, haciendo adaptaciones y reordenando la canción para que sea más adecuado para los Beach Boys.

### Créditos de la versión de The Beach Boys
The Beach Boys grabó esta canción el 5 de septiembre de 1962, en su segunda sesión de grabación de Capitol Records. Es la primera canción con Dennis Wilson en la voz principal.
- Mike Love – voz
- David Marks – guitarra
- Brian Wilson – bajo eléctrico, voz
- Carl Wilson – guitarra, voz
- Dennis Wilson – batería, voz principal